# ألان بيدو
ألان بيدو هو مصمم كندي، ولد في 1 يونيو 1893 في أوتاوا في كندا، وتوفي في 2 ديسمبر 1975.